# Бењат Туријентес
Бењат Туријентес Имаз (шп. Beñat Turrientes Imaz; Бесаин, 31. јануар 2002) је шпански фудбалер који тренутно наступа за Реал Сосиједад. Игра на позицији везног играча.